# بريانكا كركي
بريانكا كركي هي مغنية وعارضة وممثلة نيبالية، ولدت في 27 فبراير 1987 بكاتماندو في نيبال.

## وصلات خارجية
- بريانكا كركي على موقع IMDb (الإنجليزية)
- بريانكا كركي على موقع قاعدة بيانات الأفلام العربية
- بريانكا كركي على موقع قاعدة بيانات الفيلم (الإنجليزية)
- بريانكا كركي على موقع كينوبويسك (الروسية)